# Institut Pierre Werner
Das Institut Pierre Werner (abgekürzt IPW) ist ein europäisches Kulturinstitut, welches sich die Förderung von kultureller Vielfalt, intellektuellem Austausch und Ideendebatten in Europa zum Ziel gemacht hat.

## Geschichte
Das Institut Pierre Werner wurde 2003 auf Initiative der französischen, deutschen und luxemburgischen Regierungen als gemeinnützige Gesellschaft nach luxemburgischem Recht gegründet. Es führt die Arbeit des ehemaligen Goethe-Instituts Luxemburg und der ehemaligen Thomas-Mann-Bibliothek unter einer neuen Zielsetzung weiter. Dabei  strebt es zugleich die kulturelle Vielfalt, den intellektuellen Austausch und die Meinungsdebatte in Europa, aber auch zwischen Europa und seinen Nachbarn an. Hier folgt das Institut ganz der Tradition des „Geistes von Colpach“, mit besonderem Schwerpunkt auf der Entstehung einer europäischen Staatsbürgerschaft. Dem trinationalen Institut mit europäischer Berufung können bei Interesse weitere Mitgliedsländer der Europäischen Union und des Europäischen Wirtschaftsraums beitreten.

## Leitidee
Das Institut Pierre Werner hat aus gutem Grund seinen Sitz in Luxemburg, einem seiner Gründungsländer. Der Standort spiegelt den Wunsch der Länder wider, eine Basis für ein Netzwerk des kulturellen und intellektuellen Austausches zu schaffen. Durch diese Herangehensweise soll ein kulturelles Europa entstehen, welches die nationalen Kulturen dazu anregt, sich gegenseitig zu bereichern und voneinander zu profitieren. So wird das Institut zu einem Ort der Begegnung und knüpft an die lange Tradition des intellektuellen Austauschs an, welcher die europäische Kultur in den vergangenen Jahrhunderten ausgemacht hat.

## Tätigkeit
Das Institut organisiert Lesungen, Debatten und Seminare mit Bezug zu Europa, zu kulturellen, politischen, wirtschaftlichen und geisteswissenschaftlichen Themen. Es fördert die Begegnung französischer, deutscher und luxemburgischer Intellektueller untereinander und mit ihren Kollegen aus Europa und dem Rest der Welt. Die Veranstaltungen sind von großer intellektueller Vielfalt, fördern den Austausch von Standpunkten und tragen zu einem breiten multilateralen Dialog der Kulturen bei. Dank seiner Verankerung in Luxemburg arbeitet das IPW mit lokalen, regionalen und europäischen Institutionen sowie mit den Universitäten der Großregion zusammen.

## Namensgebung
Benannt wurde das Institut nach dem luxemburgischen Politiker Pierre Werner (1913–2002), der sein politisches Wirken zeitlebens sowohl als Premierminister als auch als Finanz- und Kulturminister des Großherzogtums Luxemburg auf die Errichtung Europas ausgerichtet hat. Er setzte sein Hauptaugenmerk vor allem auf die Entwicklung einer gemeinsamen europäischen Währung und einer gemeinsamen Kulturpolitik.

## Leitung
Das IPW wird von einem vom Verwaltungsrat gewählten Direktor und zwei stellvertretenden Direktoren geleitet, die jeweils von Frankreich und Deutschland ernannt werden.

## Direktoren
- 2003–2005: Simone Beck (L), Claudia Volkmar-Clark (D), Françoise Pirovalli (F)
- 2006–2011: Mario Hirsch
- seit 2011: Olivier Frank[2]